# Communauté urbaine d’Alençon
Die Communauté urbaine d’Alençon ist ein französischer Gemeindeverband mit der Rechtsform einer Communauté urbaine im Département Orne der Region Normandie und im Département Sarthe der Region Pays de la Loire. Sie wurde am 31. Dezember 1996 gegründet und umfasst aktuell 31 Gemeinden. Der Verwaltungssitz befindet sich in der Stadt Alençon. Die Besonderheit liegt in der Département- und Regions-überschreitenden Struktur der Mitgliedsgemeinden.

## Historische Entwicklung
Mit Wirkung vom 1. Januar 2019 gingen die ehemaligen Gemeinden Livaie, Fontenai-les-Louvets, Longuenoë und Saint-Didier-sous-Écouves in die Commune nouvelle L’Orée-d’Écouves auf. Dadurch verringerte sich die Anzahl der Mitgliedsgemeinden auf 31.

## Mitgliedsgemeinden
| Gemeinde                     | Einwohner 1. Januar 2022 | Fläche km² | Dichte Einw./km² | Code INSEE | Postleitzahl | Region           | Département |
| ---------------------------- | ------------------------ | ---------- | ---------------- | ---------- | ------------ | ---------------- | ----------- |
| Alençon                      | 25.667                   | 10,68      | 2.403            | 61001      | 61000        | Normandie        | Orne        |
| Arçonnay                     | 1.897                    | 7,85       | 242              | 72006      | 72610        | Pays de la Loire | Sarthe      |
| Cerisé                       | 853                      | 4,42       | 193              | 61077      | 61000        | Normandie        | Orne        |
| Champfleur                   | 1.303                    | 13,14      | 99               | 72056      | 72610        | Pays de la Loire | Sarthe      |
| Chenay                       | 259                      | 2,16       | 120              | 72076      | 72610        | Pays de la Loire | Sarthe      |
| Ciral                        | 410                      | 17,99      | 23               | 61107      | 61320        | Normandie        | Orne        |
| Colombiers                   | 334                      | 12,34      | 27               | 61111      | 61250        | Normandie        | Orne        |
| Condé-sur-Sarthe             | 2.492                    | 8,46       | 295              | 61117      | 61250        | Normandie        | Orne        |
| Cuissai                      | 436                      | 8,78       | 50               | 61141      | 61250        | Normandie        | Orne        |
| Damigny                      | 2.425                    | 4,81       | 504              | 61143      | 61250        | Normandie        | Orne        |
| Écouves                      | 1.673                    | 36,4       | 46               | 61341      | 61250        | Normandie        | Orne        |
| Gandelain                    | 416                      | 15,31      | 27               | 61182      | 61420        | Normandie        | Orne        |
| Héloup                       | 887                      | 12,96      | 68               | 61203      | 61250        | Normandie        | Orne        |
| La Ferrière-Bochard          | 706                      | 10,82      | 65               | 61165      | 61420        | Normandie        | Orne        |
| La Roche-Mabile              | 162                      | 5,21       | 31               | 61350      | 61420        | Normandie        | Orne        |
| Lalacelle                    | 266                      | 13,37      | 20               | 61213      | 61320        | Normandie        | Orne        |
| Larré                        | 467                      | 5,67       | 82               | 61224      | 61250        | Normandie        | Orne        |
| Lonrai                       | 1.084                    | 6,14       | 177              | 61234      | 61250        | Normandie        | Orne        |
| L’Orée-d’Écouves             | 730                      | 44,45      | 16               | 61228      | 61320, 61420 | Normandie        | Orne        |
| Ménil-Erreux                 | 195                      | 11,05      | 18               | 61263      | 61250        | Normandie        | Orne        |
| Mieuxcé                      | 611                      | 10,36      | 59               | 61279      | 61250        | Normandie        | Orne        |
| Pacé                         | 411                      | 7,56       | 54               | 61321      | 61250        | Normandie        | Orne        |
| Saint-Céneri-le-Gérei        | 112                      | 3,86       | 29               | 61372      | 61250        | Normandie        | Orne        |
| Saint-Denis-sur-Sarthon      | 1.078                    | 13,81      | 78               | 61382      | 61420        | Normandie        | Orne        |
| Saint-Ellier-les-Bois        | 257                      | 13,68      | 19               | 61384      | 61320        | Normandie        | Orne        |
| Saint-Germain-du-Corbéis     | 3.648                    | 7,52       | 485              | 61397      | 61000        | Normandie        | Orne        |
| Saint-Nicolas-des-Bois       | 284                      | 25,26      | 11               | 61433      | 61250        | Normandie        | Orne        |
| Saint-Paterne - Le Chevain   | 2.090                    | 12,93      | 162              | 72308      | 72610        | Pays de la Loire | Sarthe      |
| Semallé                      | 364                      | 14,04      | 26               | 61467      | 61250        | Normandie        | Orne        |
| Valframbert                  | 1.699                    | 13,95      | 122              | 61497      | 61250        | Normandie        | Orne        |
| Villeneuve-en-Perseigne      | 2.189                    | 86,70      | 25               | 72137      | 72600        | Pays de la Loire | Sarthe      |
| Communauté urbaine d’Alençon | 55.405                   | 461,68     | 120              | –          | –            | –                | –           |